# Cordyla bergensis
Cordyla bergensis är en tvåvingeart som först beskrevs av Barendrecht 1938.  Cordyla bergensis ingår i släktet Cordyla och familjen svampmyggor. Inga underarter finns listade i Catalogue of Life.